# Benjamín Inostroza
Benjamín Inostroza (Santiago, 25 de abril de 1997) é um futebolista chileno que atua como atacante. Atualmente, joga pela Universidad de Chile.

## Carreira
Formado na Universidad de Chile, Benjamín Inostroza estreou em 12 de setembro de 2012, em partida válida pela Copa Chile, no empate de 3 a 3 contra o Santiago Morning, onde entrou no lugar de Pedro Morales e marcou seu primeiro gol como profissional, se tornando o jogador mais jovem a marcar um gol de todo o futebol chileno, aos 15 anos, 5 meses e 12 dias de idade.

## Estatísticas
Até 29 de setembro de 2012.

### Clubes
| Clube                | Temporada         | Campeonato nacional | Campeonato nacional | Copa nacional[a] | Copa nacional[a] | Competições continentais[b] | Competições continentais[b] | Outros torneios[c] | Outros torneios[c] | Total | Total |
| Clube                | Temporada         | Jogos               | Gols                | Jogos            | Gols             | Jogos                       | Gols                        | Jogos              | Gols               | Jogos | Gols  |
| -------------------- | ----------------- | ------------------- | ------------------- | ---------------- | ---------------- | --------------------------- | --------------------------- | ------------------ | ------------------ | ----- | ----- |
| Universidad de Chile | 2012              | 1                   | 0                   | 3                | 1                | 0                           | 0                           | 0                  | 0                  | 4     | 1     |
| Universidad de Chile | Total             | 1                   | 0                   | 3                | 1                | 0                           | 0                           | 0                  | 0                  | 4     | 1     |
| Total na carreira    | Total na carreira | 1                   | 0                   | 3                | 1                | 0                           | 0                           | 0                  | 0                  | 4     | 1     |

- a. ^ Jogos da Copa Chile
- b. ^ Jogos da Copa Sul-Americana
- c. ^ Jogos do Jogo amistoso